# Luis María Serra
Pour les articles homonymes, voir Serra.
Luis María Serra, né le 24 août 1941 à Buenos Aires et mort le 13 mai 2024, est un musicien et compositeur argentin.

## Biographie
Luis María Serra naît en 1941 à Buenos Aires ou en 1942 à Lanús.
Il étudie la composition à l'Universidad Católica Argentina Conservatorio Nacional de Música et suit les cours de grands maîtres tels qu'Alberto Ginastera, Roberto Caamaño,  Francisco Kröpfl et Gerardo Gandini, qui ont une profonde influence sur son développement artistique.
Il est connu pour avoir composé la musique originale de films tels que La Mary, Camila, Moi, la pire de toutes et Juan Moreira, entre autres.
Luis María Serra meurt le 13 mai 2024.